# Gabriel Salmon
Pour les articles homonymes, voir Salmon.
Gabriel Salmon, né à Lunéville à la fin du XVe siècle, est un peintre et graveur sur bois lorrain, actif entre 1504 et 1542.

## Biographie
Fils du peintre allemand Bernard de Heidelberg, Gabriel Salmon entre en 1515 au service du duc Antoine de Lorraine et s’installe à la cour de Lorraine. Gabriel Salmon exerce ensuite son art dans différentes villes, comme Lunéville, Toul et Nancy, où il tient boutique à partir de 1532. Il est en relation régulière avec les nobles de la Cour de Lorraine et travaille notamment pour les duchesses Philippe de Gueldre et Renée de Bourbon, et pour le couvent des cordeliers.

## Son œuvre
Plus illustrateur, que graveur, Gabriel Salmon réalise les illustrations de plusieurs ouvrages pour Pierre Gringore ou pour Nicolas Volcyr de Serrouville.
Salmon traite principalement de thèmes religieux, mais il aborde aussi des sujets plus profanes. Il réalise ainsi des sujets mythologiques, comme Les Travaux d'Hercule, qu'il semble avoir lui-même gravé. Gabriel Salmon donne beaucoup d'importance à ses compositions et soigne les décors avec un traitement réaliste. Sur ce plan, l'influence des graveurs allemands est manifeste dans son œuvre. Le traitement symbolique des thèmes, propres aux graveurs germaniques, d'Albrecht Dürer à Hans Wechtlin (qui a travaillé à la cour ducale) se retrouve aussi dans les œuvres de Salmon.

## Œuvres

Les 12 travaux d'Hercule
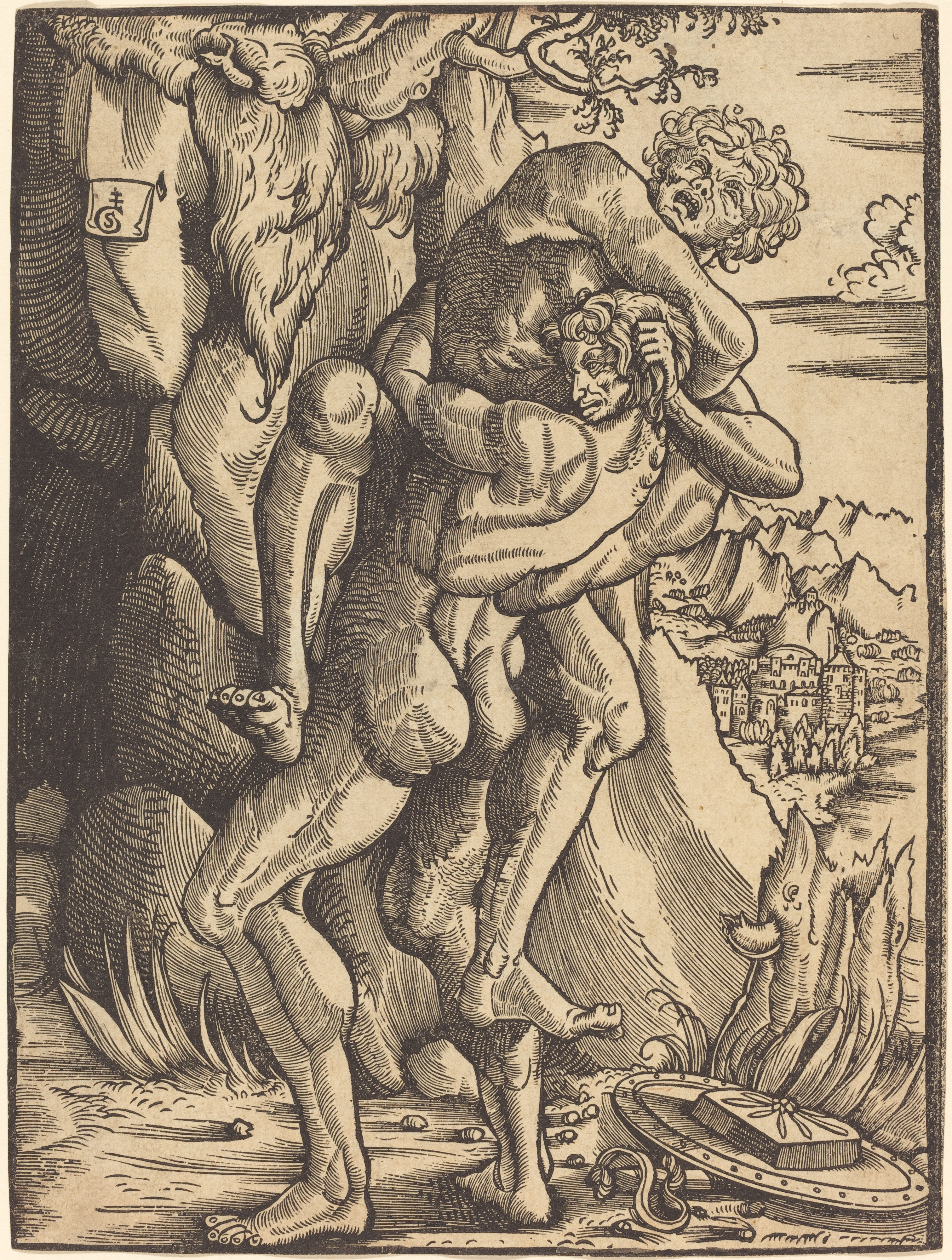
Hercule et Antée
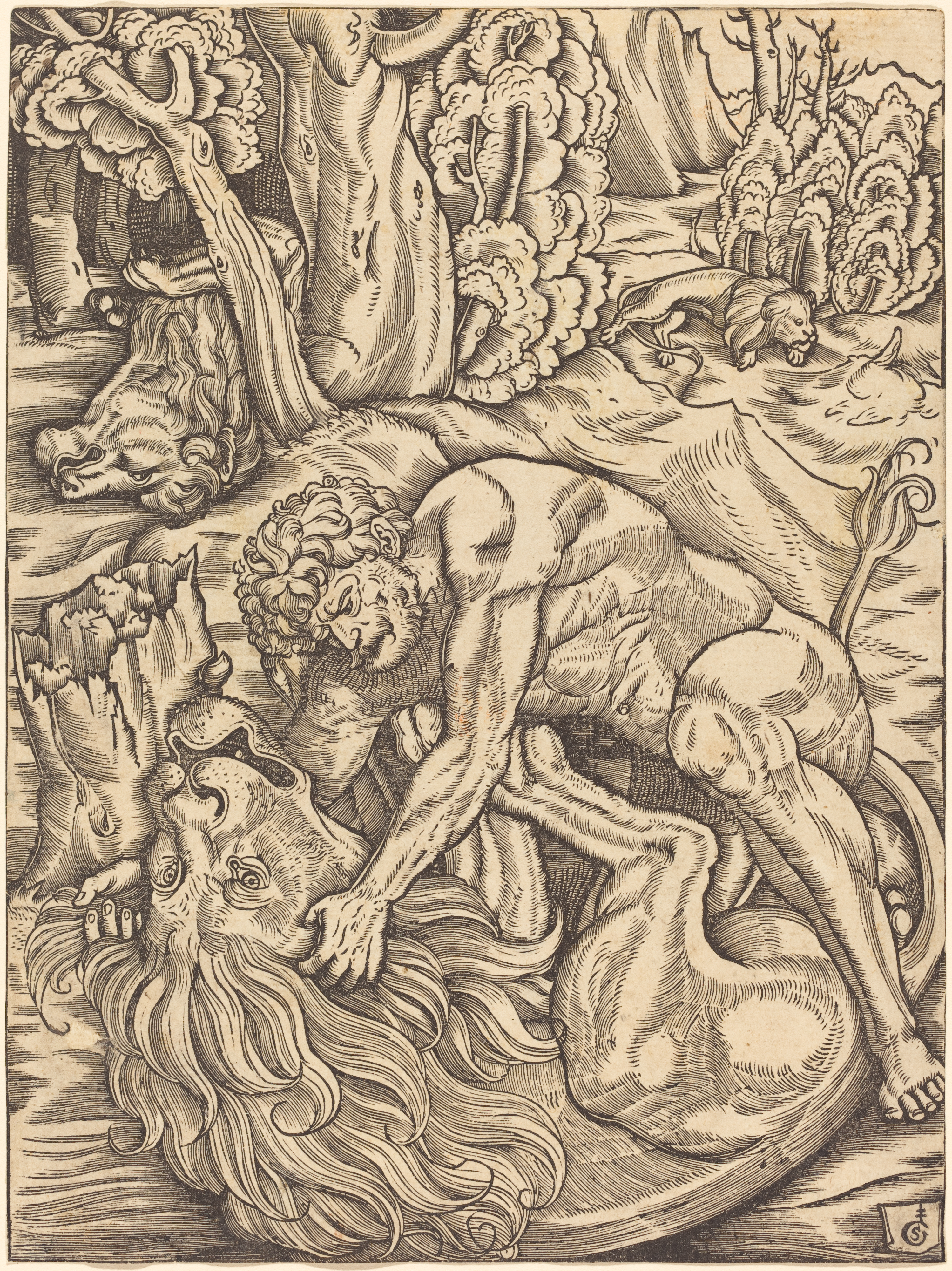
Hercule et le lion de Némée
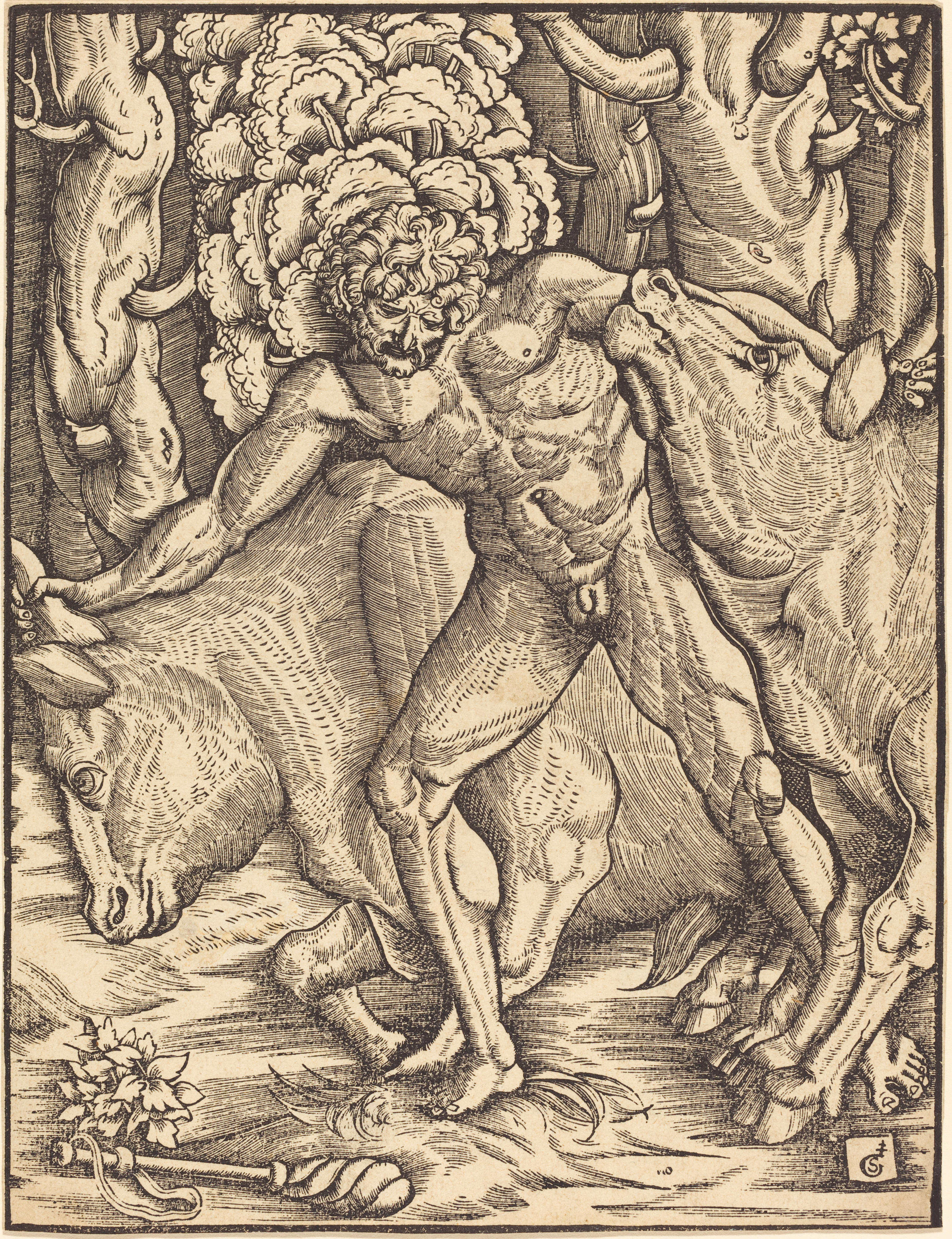
Hercule capturant le troupeau de Géryon

- Les Travaux d'Hercule, Art Institute of Chicago[2]
- Enluminures de la Couverte de la table du grand autel de l'église des Cordeliers de Nancy ;
- Scènes de chasse dans De la généalogie des dieux, 1531, de Jean Bocasse, d'après des Menus propos de Gringore ;
- Illustration des Heures de nostre dame translatées de latin en françoys et mises en ryme additionnées de plusieurs Chantz royaulx
- illustration de L'histoire et recueil de la triomphante et glorieuse victoire obtenue contre les séduits et abusés Luthériens, de Nicole Volcyr de Sérouville, 1526  - Heures de Notre-Dame, Pierre Gringoire, illus. Gabriel Salmon, Rés. 11 586, Bibliothèque Municipale de Nancy

Heures de Notre-Dame, Pierre Gringoire, illus. Gabriel Salmon, Rés. 11 586, Bibliothèque Municipale de Nancy
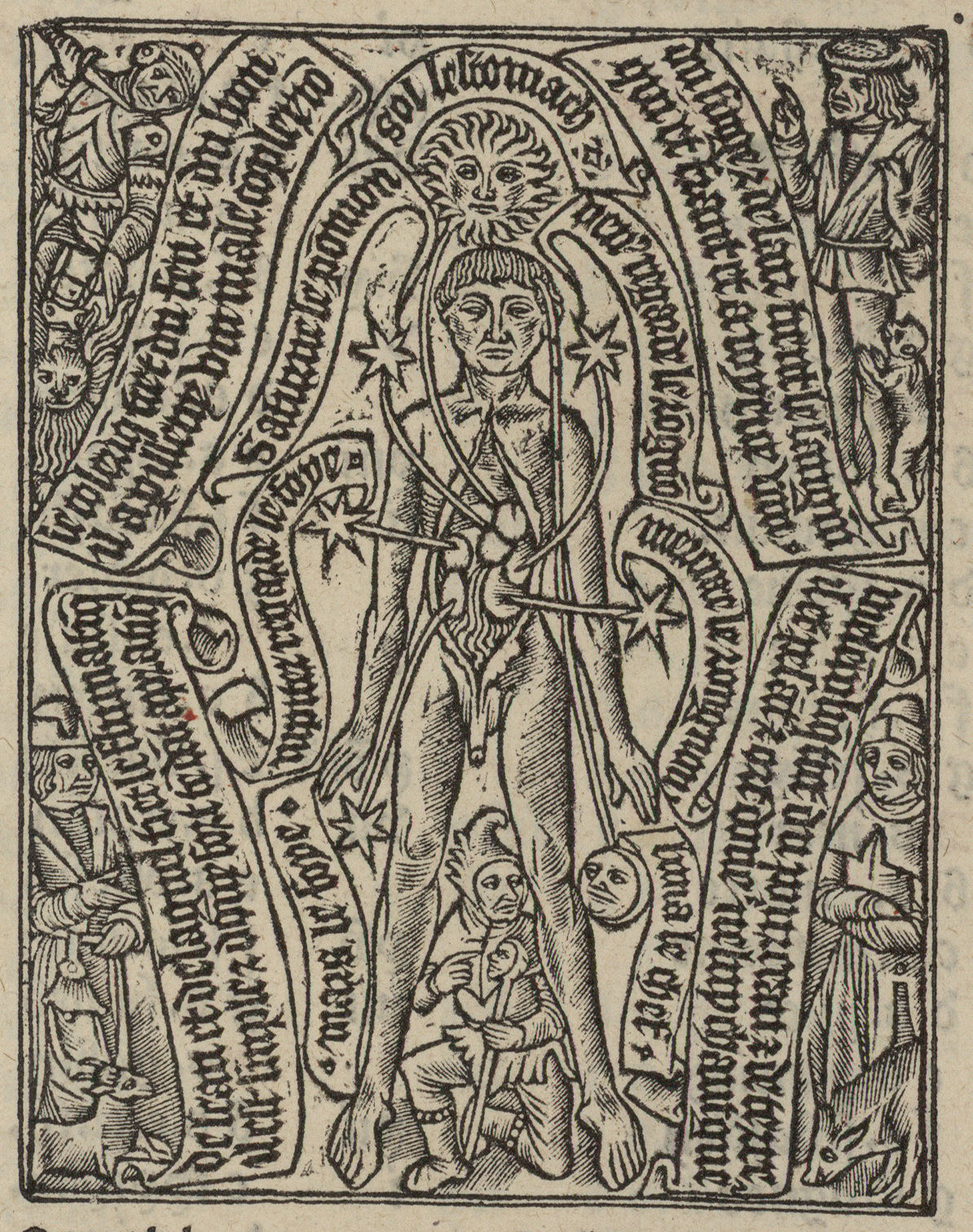
L'homme Astronomique
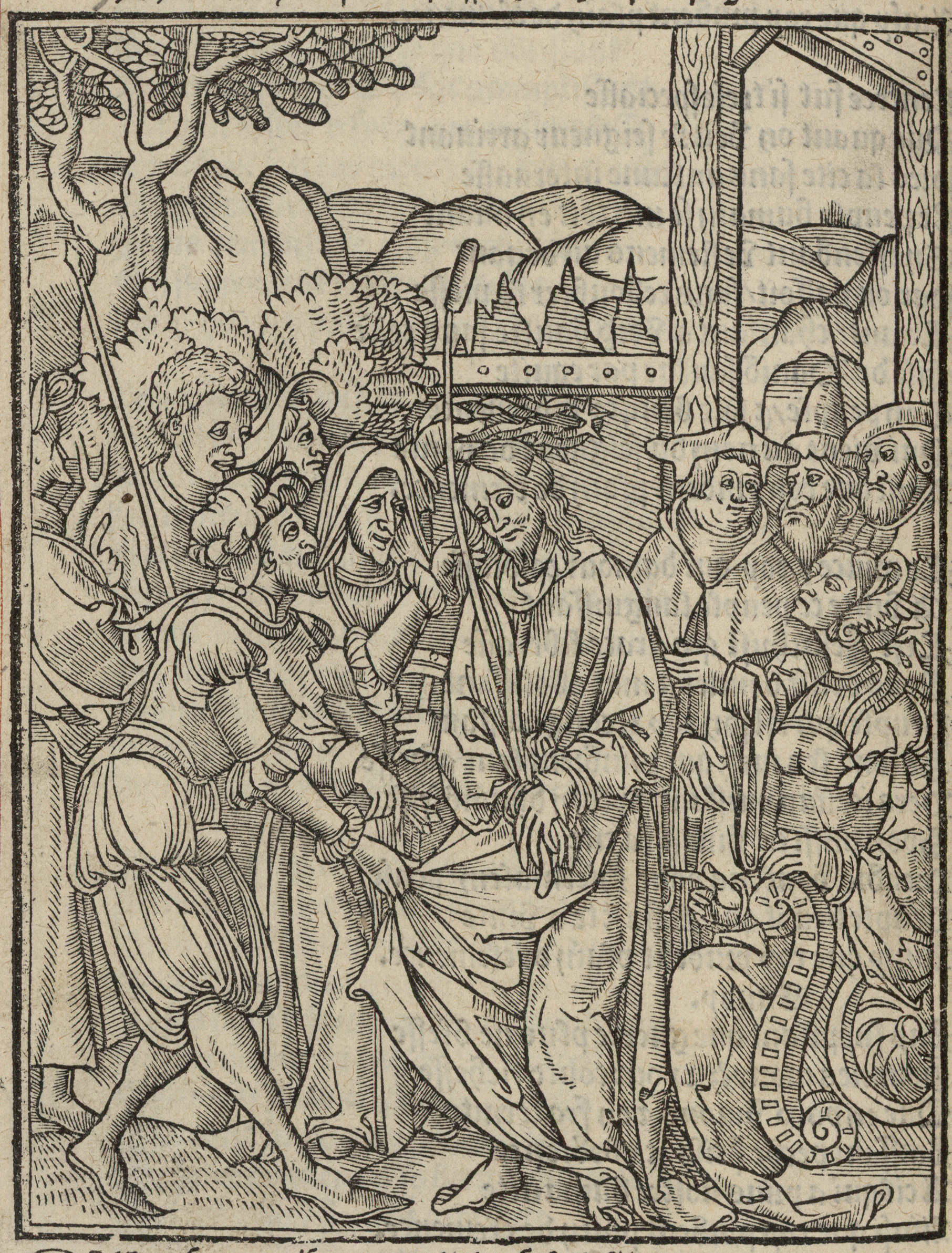
Le Christ aux outrages
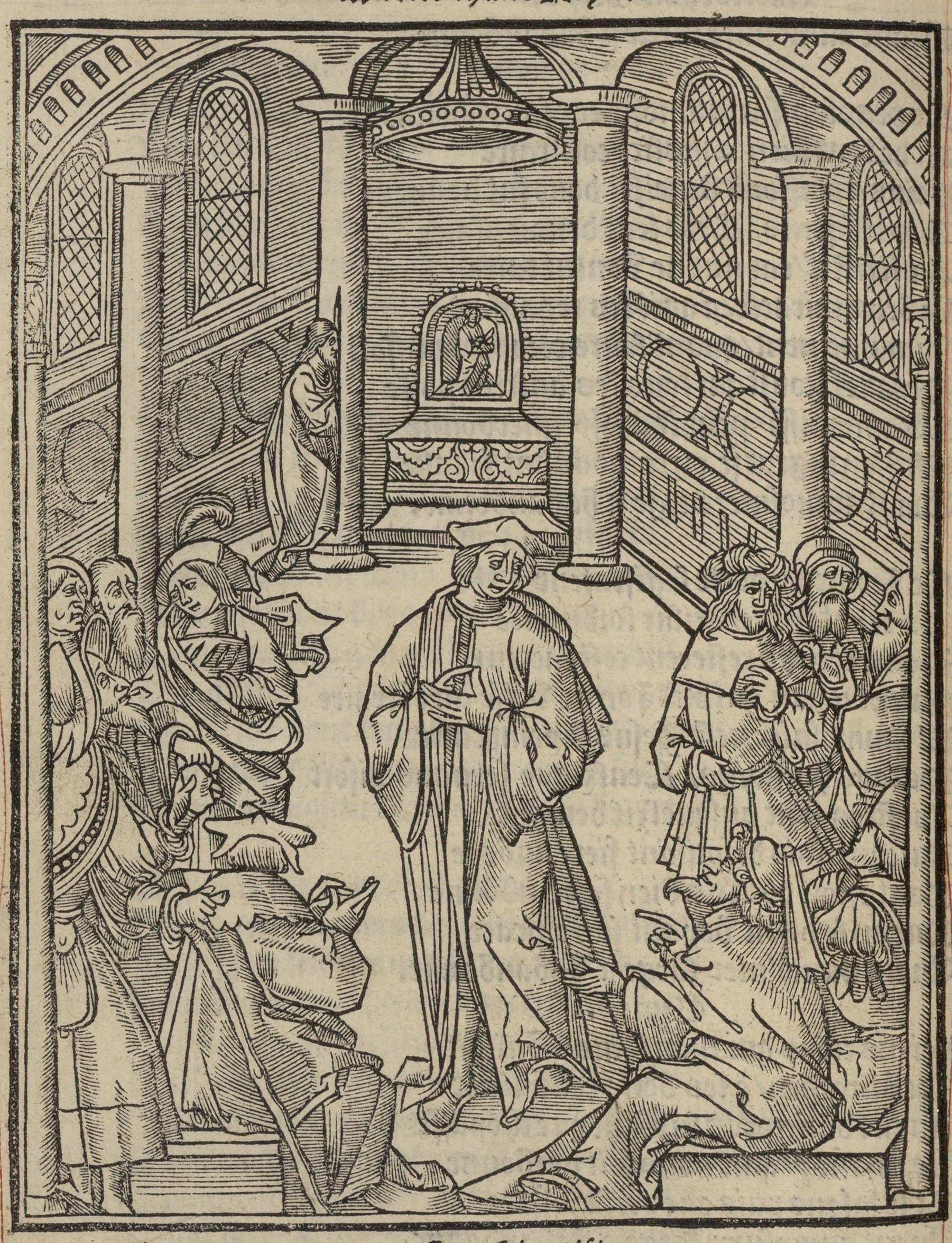
Le docteur
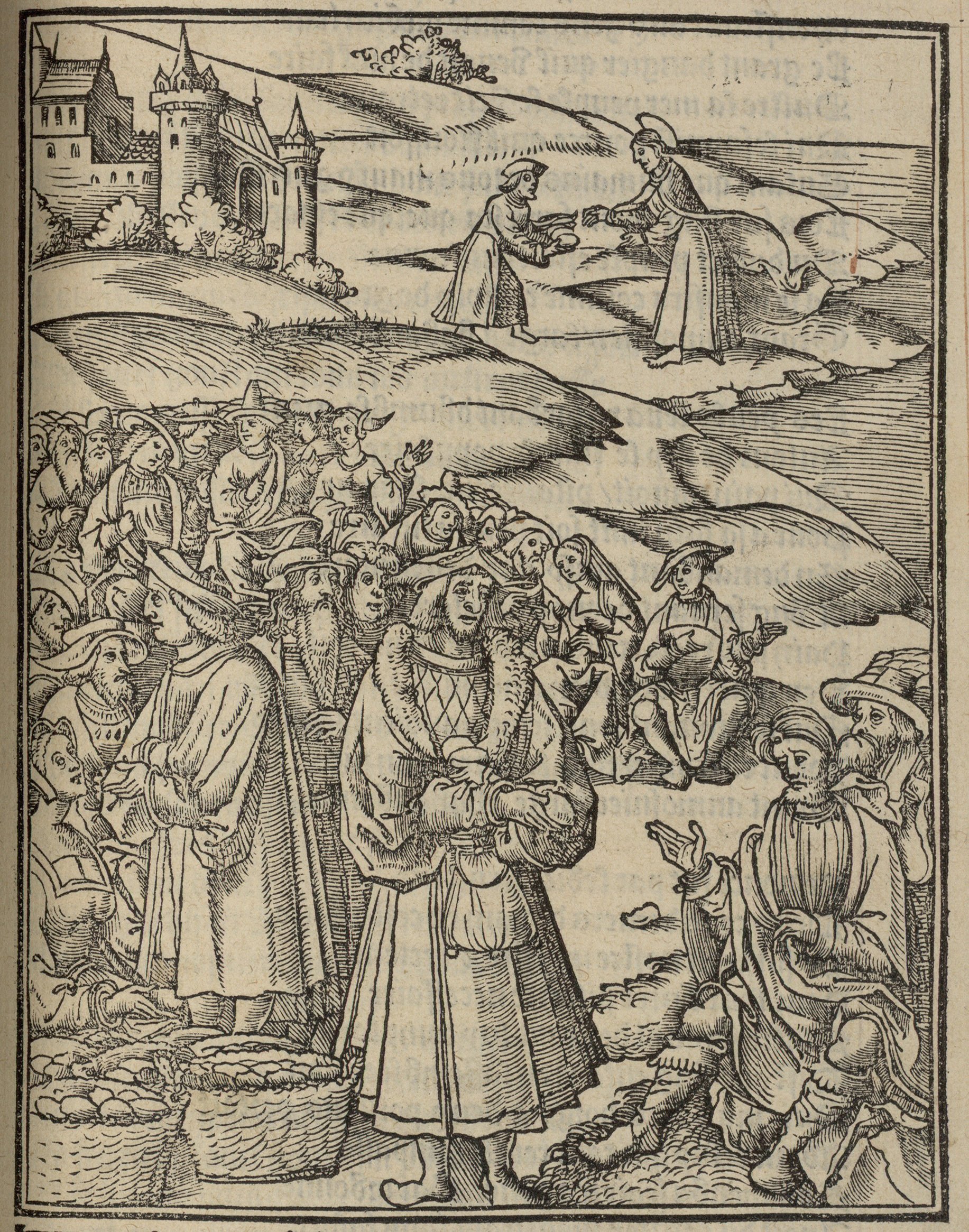
L'Aumônier
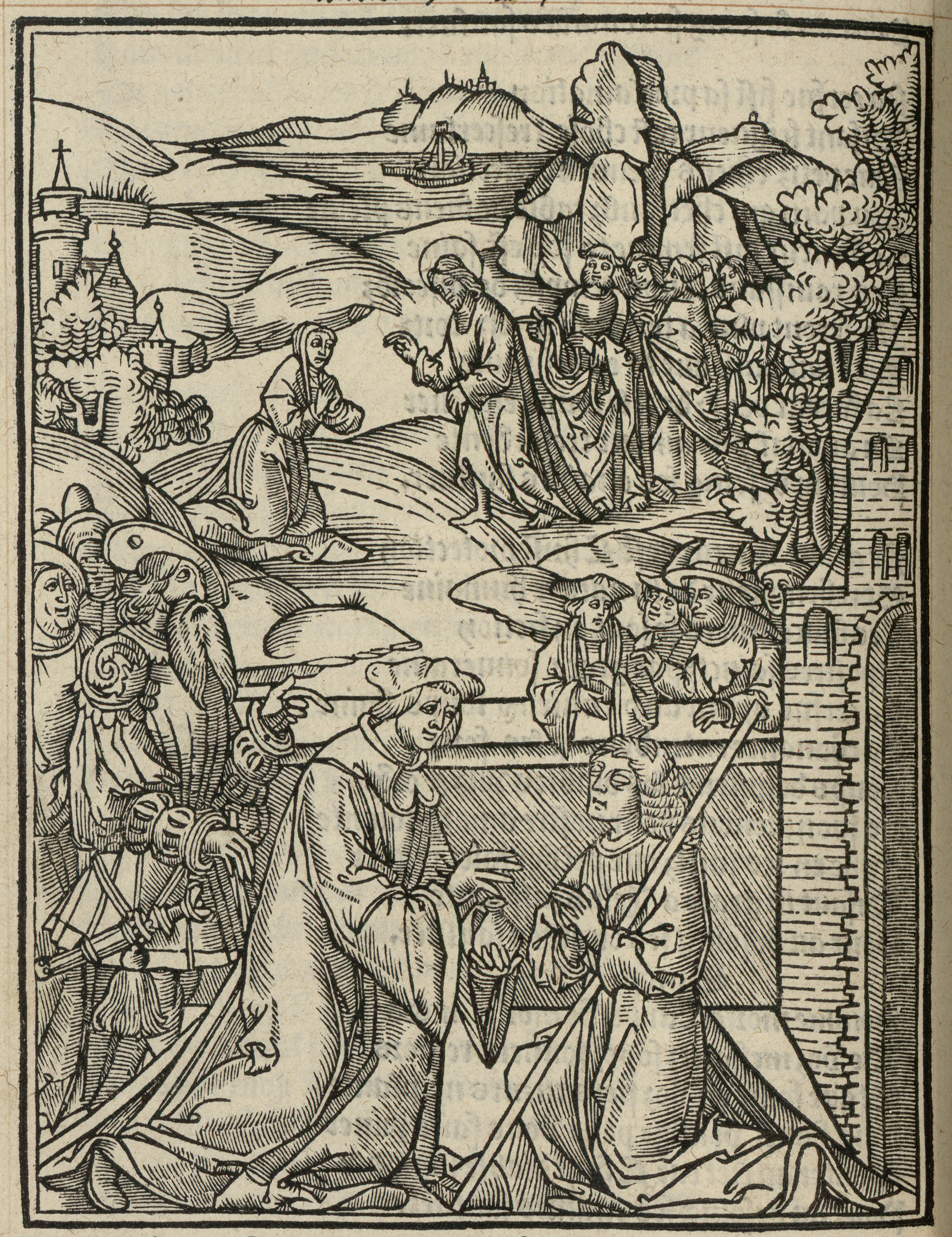
Le Médecin et le sourd-muet aveugle
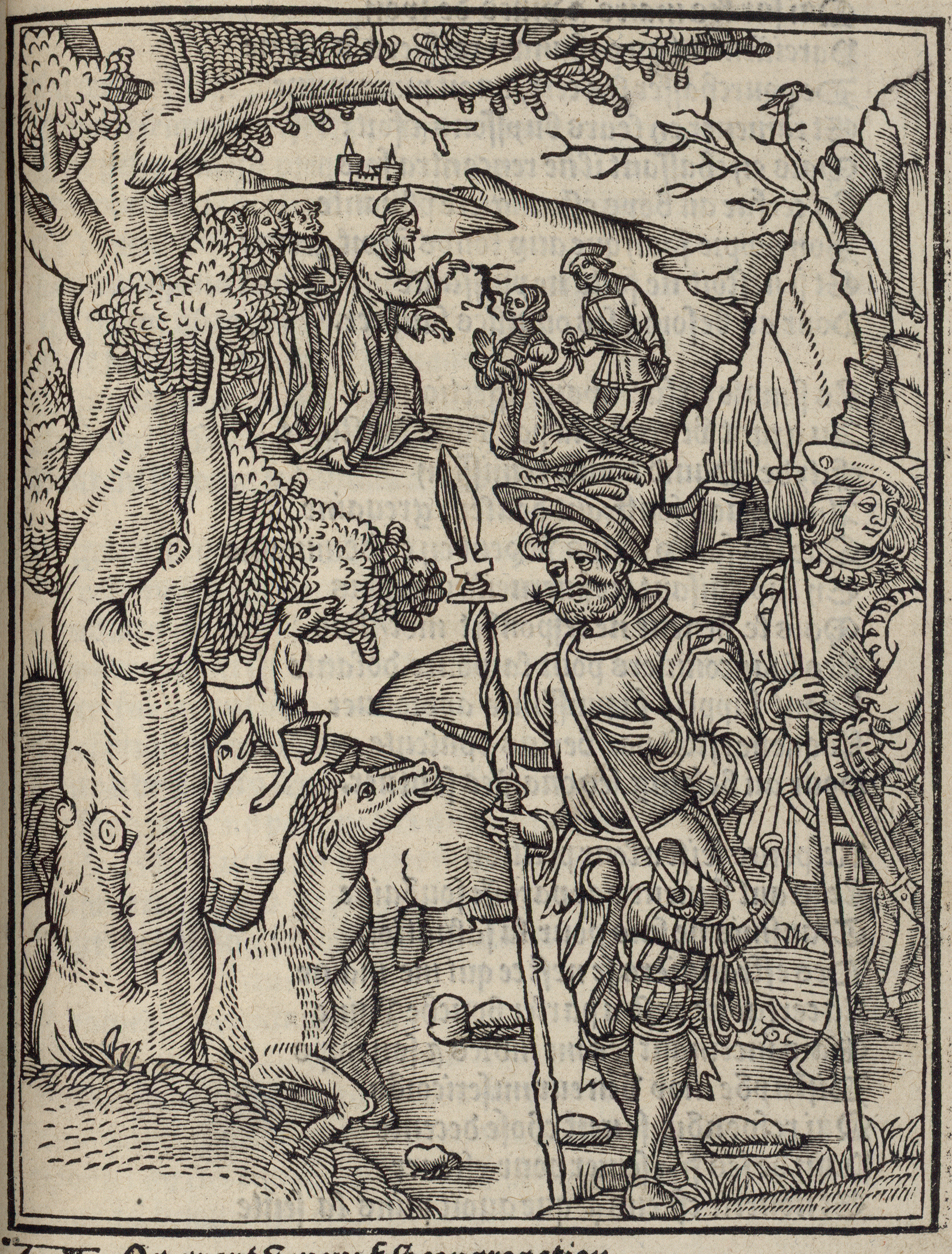
Le Grand veneur et la cerve
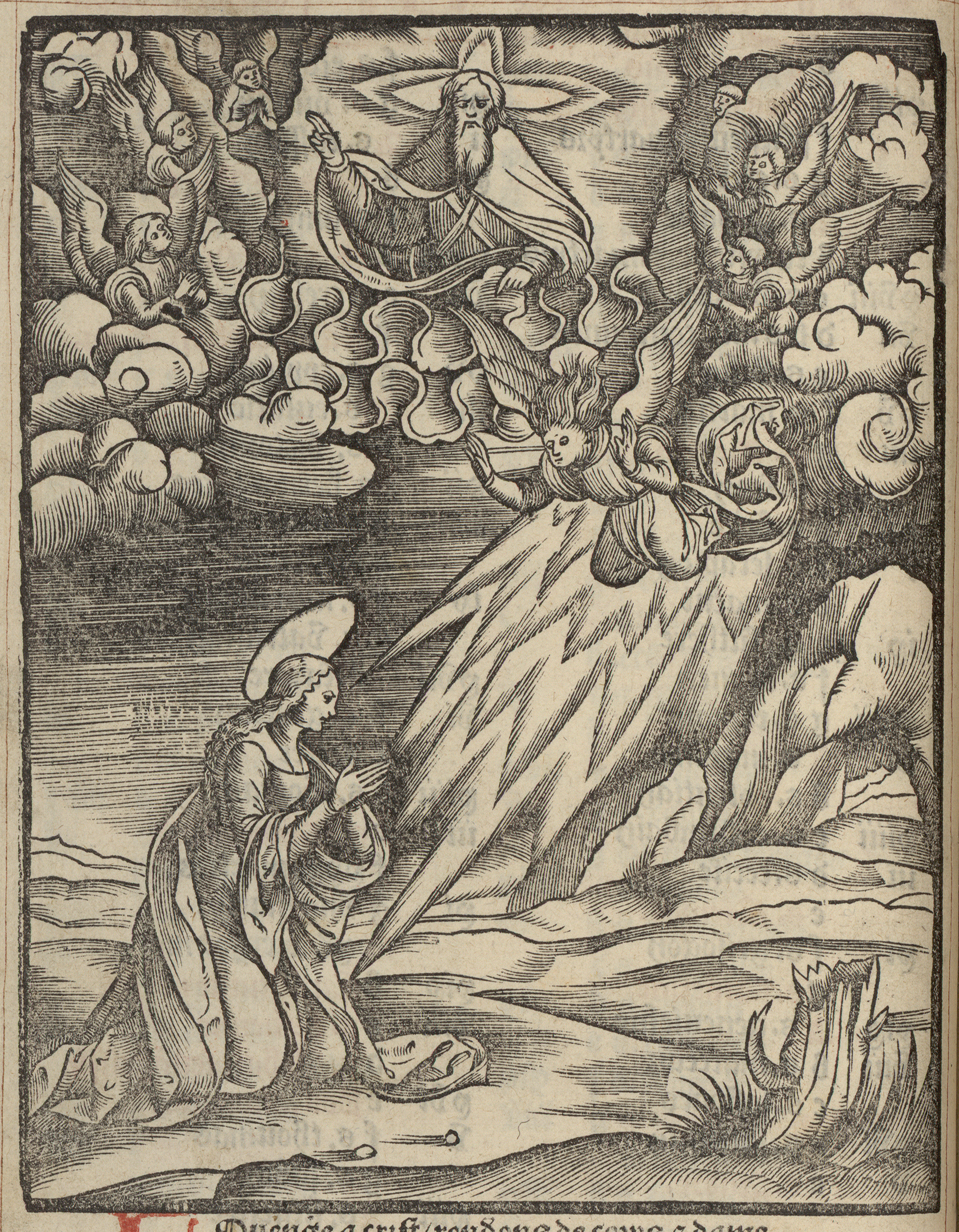
Annonciation
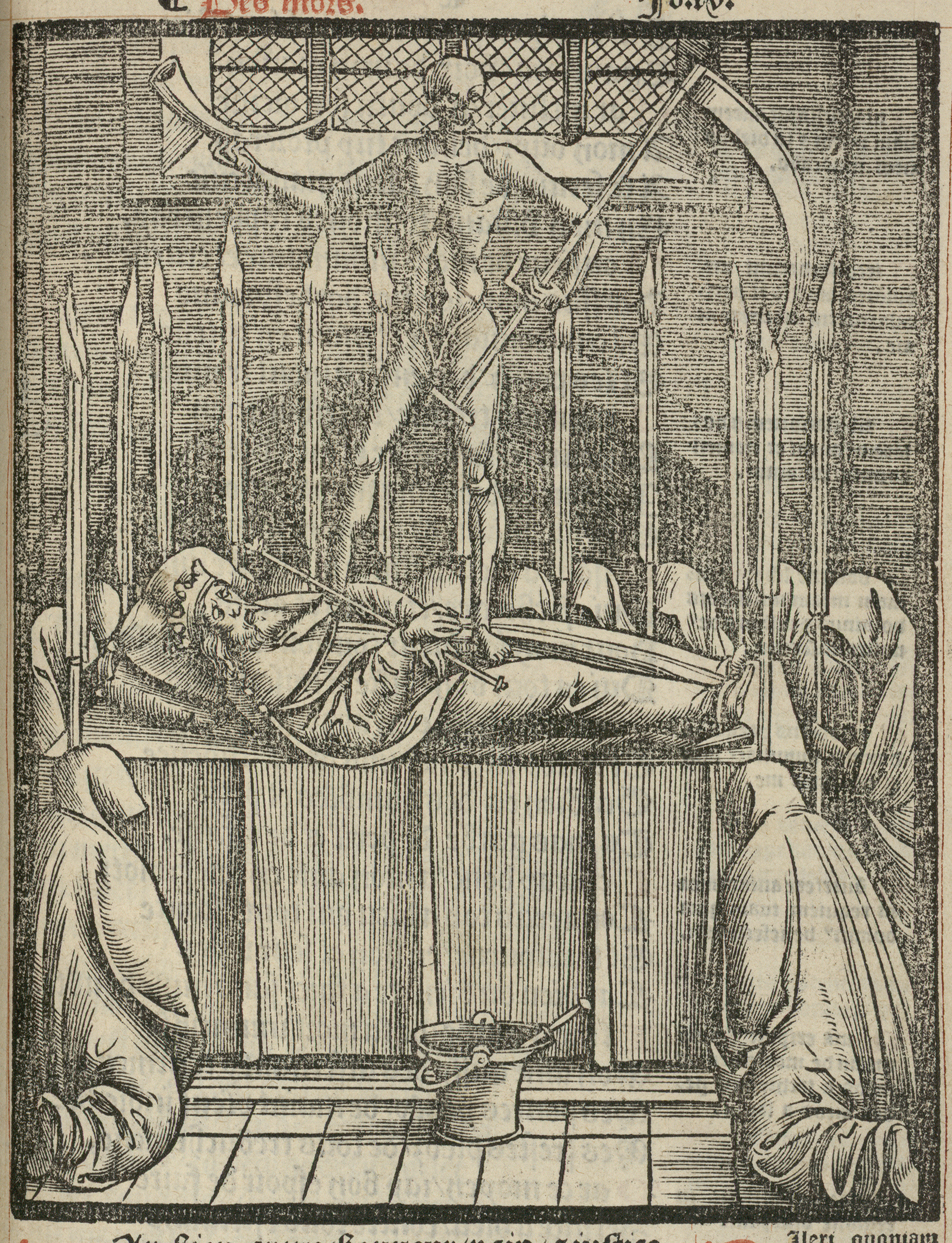
La mort piétinant le corps d'un roi
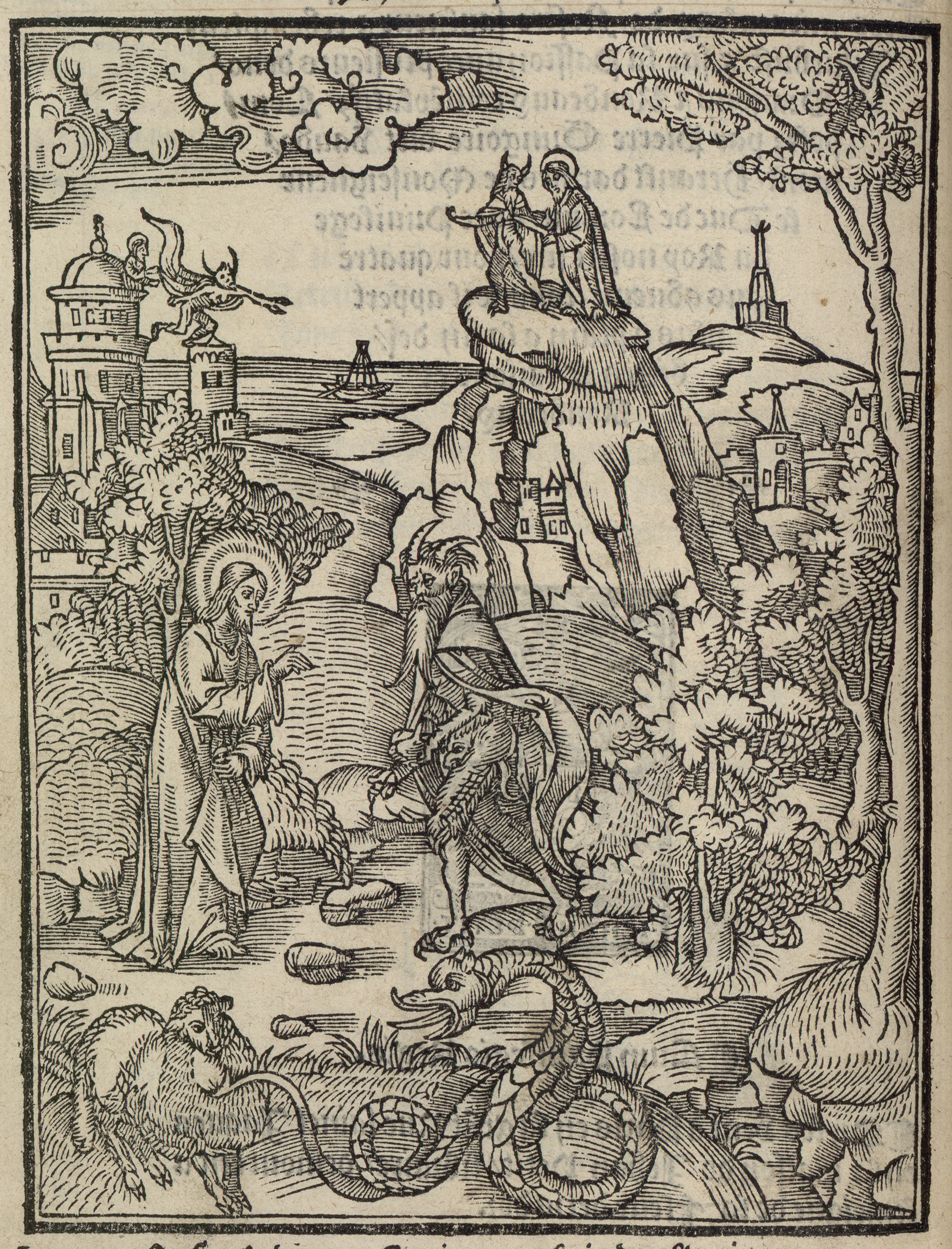
Agneau et dragon

  - L'homme Astronomique
  - Le Christ aux outrages
  - Le docteur
  - L'Aumônier
  - Le Médecin et le sourd-muet aveugle
  - Le Grand veneur et la cerve
  - Annonciation
  - La mort piétinant le corps d'un roi
  - Agneau et dragon
  - Les 12 travaux d'Hercule
  - Hercule et Antée
  - Hercule et le lion de Némée
  - Hercule capturant le troupeau de Géryon